# Борисовська 3-тя
Борисовська 3-тя (рос. Борисовская 3-я) — присілок в Верхньотоємському районі Архангельської області Російської Федерації.
Населення становить 13 осіб. Входить до складу муніципального утворення Верхньотоємський муніципальний округ.

## Історія
До 1 червня 2021 року входило до складу муніципального утворення Афанасєвське муніципальне утворення.

## Населення
| 2002 | 2010 |
| ---- | ---- |
| 21   | ↘13  |